# 小行星16459
小行星16459（16459 Barth）是一颗绕太阳运转的小行星，为主小行星带小行星。该小行星于1989年11月28日发现。

## 轨道参数
小行星16459的轨道半长轴为2.4145869 UA，离心率为0.216。